# Volcà de Sant Jordi
El Volcà de Sant Jordi és un volcà situat al municipi de Santa Pau, a la comarca catalana de la Garrotxa.